# Анна Гавальда
Анна Гавальда (фр. Anna Gavalda; * 9 грудня 1970, Булонь-Бійанкур) — французька письменниця, перекладачка, сценаристка та журналістка. Її твори перекладено багатьма мовами.

## Біографія
Народилась 1970 року в місті Булонь-Бійанкур, Франція. У 14 років її батьки розлучились, і дівчина жила у пансіоні. Поки навчалась у Сорбонні, працювала офіціанткою, касиркою, журналісткою. Писати почала в 17 років, хоча, як говорить, письменницею ставати не збиралась.
В 1992 році перемогла на національному конкурсі любовних листів. Випускні іспити в Сорбонні не здала, бо зайнялася навчанням французької першокласників у одному з коледжів. В середині 1990-х одружилпся, але згадувати це не любить: через кілька років чоловік кинув її з двома дітьми, сином Луї (1996) та дочкою Фелісіте (1999). 
У «Кров у чорнильниці» за новелу «Aristote» і перемогла ще в двох конкурсах. У 1999 році вийшла дебютна книга письменниці — збірка оповідань «Мені б хотілось, щоби хтось мене десь чекав». Пізніше книга отримала премію RTL. Книга була перекладена понад 30 мовами.
У 2002 році вийшов перший роман письменниці «Я її кохав. Я його кохала». Грандіозний успіх прийшов до письменниці після виходу книги «Просто разом», яка перевершила «Код да Вінчі». Роман був перекладений 36 мовами.
у 2002 році був написаний роман для підлітків «35 кіло надії», що торкається складної теми виживання підлітка в світі, в якому він не може адаптуватися через певні розумові проблеми. У 2010 році роман екранізували.
Переклала французькою роман Джона Вільямса "Stoner". 
У березні 2018 року Анна Гавалда з'явилася в африканських ЗМІ як одна з фіналістів GPLA 2017 року. Вона була вибрана в категорії "Belles-Lettres" за збірку оповідань "Fendre l'armure", випущену в 2017 році.
Зараз Анна Гавальда живе в містечку Мелен, на відстані близько 45 км на південний схід від Парижа. Пише щодня по три години новели і статті для журналу "Elle". Розлучена, виховує двох дітей.

## Твори
- Je voudrais que quelqu'un m'attende quelque part / Мені б хотілось, щоби хтось мене десь чекав, 1999
- L'Échappée belle / Ковток свободи, 2001
- 35 kilos d'espoir / 35 кіло надії,[6] 2002
- Je l'aimais / Я її кохав. Я його кохала, 2002
- Ensemble, c'est tout / Просто разом, 2005
- La Consolante / Втішна партія гри в петанк, 2008
- Billie / Біллі, 2013
- Yann / Ян, 2014
- Des vies en mieux, 2014.
- Mathilde / Матильда, 2015
- "Fendre l'armure"/ Розділіть броню, 2017

## Українські переклади
- Анна Гавальда. Мені б хотілось, щоби хтось мене десь чекав[7] / Переклад з французької Євгенії Кононенко. – Львів: Видавництво Старого Лева, 2015. – 144 ст.
- Анна Гавальда Я його кохала / Переклад з французької Маргарити Венгренівської. — Київ: Неопалима купина, 2006. — 232ст.
- Гавальда Анна Розрада / Переклад з французької Петра Таращука. — Харків: Фоліо, 2015. — 415с. — (Карта світу).
- Гавальда Анна Я її кохав. Я його кохала. Ковток свободи / Переклад з французької Катерини Єрмолаєвої. — Харків: Книжковий Клуб «Клуб Сімейного Дозвілля», 2013. — 240с.

## Екранізації
- У 2007 році вийшов фільм Клода Беррі «Просто разом», з Одрі Тоту у головній ролі
- У 2009 році режисером Забу Брайтмеззном було знято фільм за романом «Я її кохав. Я його кохала»
- У 2010 році вийшов фільм Олів'є Ланглуа «35 кілограмів надії»